# Rollager

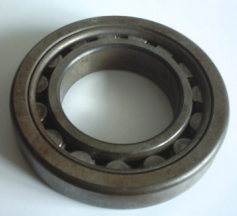
Eenrijige cilinderlager

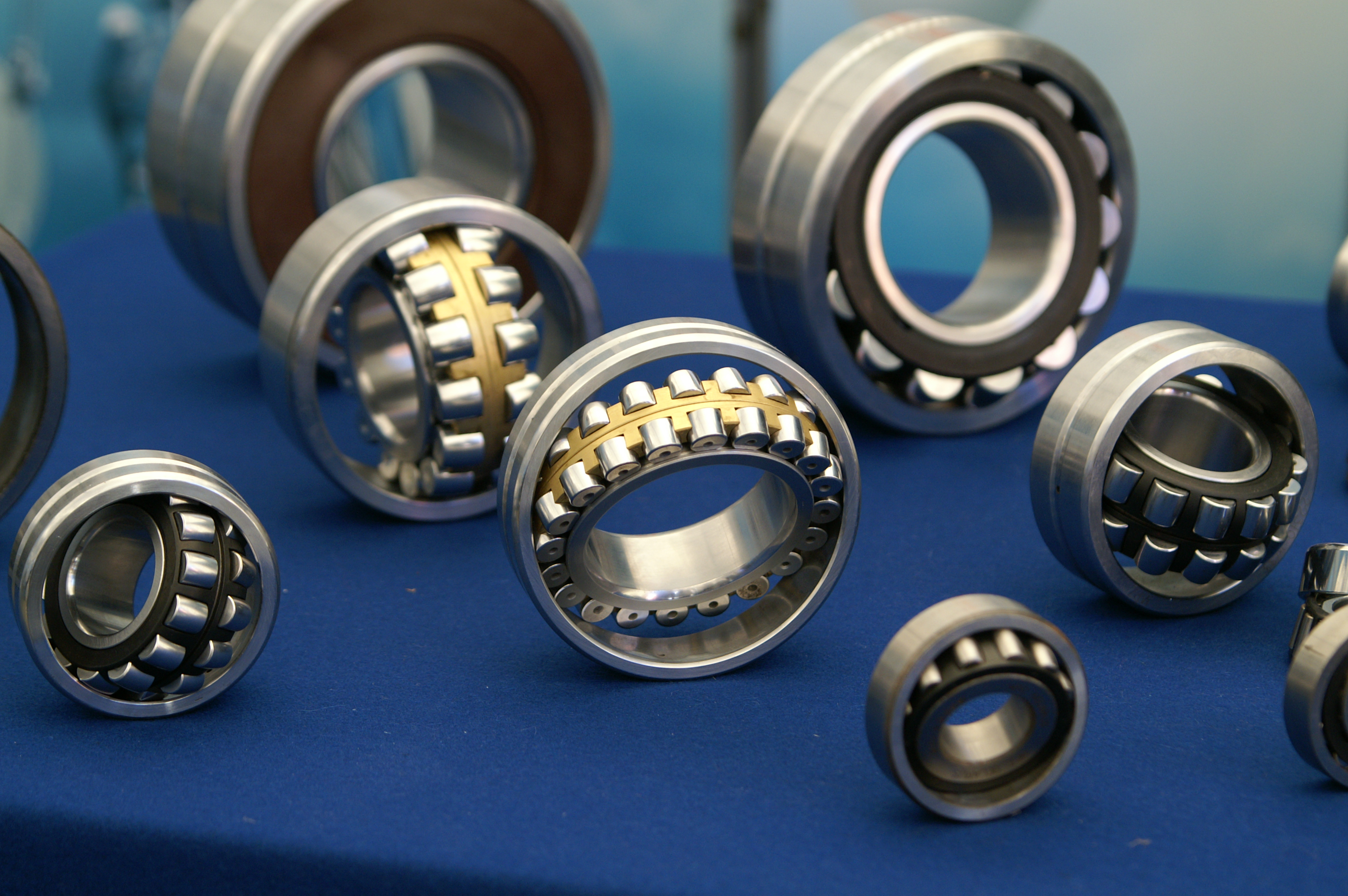
Assortiment één- en tweerijige tonlagers

Een rollager is een rollend lager waarvan de rollende elementen niet bolvormig zijn, zoals bij kogellagers, maar de vorm hebben van een cilinder, kegel, ton of diabolo.
In een rollager hebben de rollende elementen doorgaans een lijnvormig contact met de lagerringen zodat een grotere belasting mogelijk is dan bij kogellagers (puntvormig contact). Een moeilijkheid is de geleiding: bij alle rollagers (met uitzondering van diabololagers) zijn één of meer spoorkransen nodig om de elementen binnen het lager te houden. Deze kunnen echter bij bepaalde belastingen, namelijk in de lengterichting van de elementen, veel wrijving veroorzaken. Bij bepaalde configuraties, bijvoorbeeld bij een axiaal cilinderlager, is bovendien slip onvermijdelijk. Het gebruik van een smeermiddel is in zulke gevallen noodzakelijk.